# Il massacro della Guyana
Il Massacro della Guyana (Guyana: Crime of the Century) è un film del 1979 diretto da René Cardona Jr., che intende ricostruire le tragiche vicende che portarono al massacro di Jonestown.
Nel film tutti i nomi sono stati cambiati o inventati, allo scopo di proteggere gli scampati della tragedia. In particolare sono stati cambiati i nomi di James Jones (che diventa Jim Johnson), e del congressista americano Leo Ryan, ribattezzato Lee O'Brien. Il villaggio di Jonestown è chiamato Johnsontown.

## Trama
Il reverendo Johnson tiene un sermone presso la sede del Tempio del Popolo negli Stati Uniti, parlando dei mali della società moderna; annuncia inoltre di aver raggiunto un accordo col governo socialista della Guyana, che ha concesso un vasto appezzamento di terreno per costruire un progetto agricolo, una sorta di paradiso in terra per la comunità.
La vita di Johnsontown si rivela però tutt'altro che paradisiaca. Le oltre 900 persone della comunità devono subire i lunghi ed estenuanti sermoni di Johnson, ed in più sono costrette a lavorare fino a 16 ore al giorno, sotto un sole cocente, in cambio di un misero piatto di riso. Qualsiasi disobbedienza, o violazione delle regole, è sanzionata con tremende punizioni, che non risparmiano nemmeno i bambini più piccoli.
Mentre nella comunità si insinua il malcontento, il deputato degli Stati Uniti Lee O'Brien, sollecitato dai familiari di alcuni membri, apre un'inchiesta e parte per la Guyana con una commissione di giornalisti e uomini politici. Nonostante la ferma opposizione di Johnson riesce a raggiungere il Tempio, dove nel frattempo tutto è stato preparato per dare un'apparenza di serena felicità.
Alcuni membri della comunità vincono la paura e dichiarano di fronte a tutti di voler tornare negli Stati Uniti. Fingendo di acconsentire al loro desiderio Johnson li lascia andare via bollandoli come traditori, ma in realtà ha già predisposto un agguato per uccidere tutti, compreso O'Brien, cosa che avviene all'imbarco in aereo alla volta di Georgetown.
Non avendo alternative, con l'esercito della Guyana diretto al tempio, Johnson raduna tutti i suoi seguaci, e li convince che l'unica via di scampo è quella di suicidarsi, mettendo in pratica la notte bianca più volte ripetuta come prova. Uno ad uno tutti i membri ingeriscono quindi più o meno volontariamente del veleno, somministrato anche ai bambini più piccoli, ed in ultimo, quando tutti sono morti, anche Johnson li segue ingerendo la mistura letale.

## Produzione
Il regista René Cardona Jr. venuto a conoscenza dei drammatici fatti avvenuti nella Guyana mentre stava realizzando un'altra pellicola, ha subito lasciato tutto per recarsi immediatamente sul luogo della tragedia. Ha così iniziato a documentarsi sulla vicenda e a lavorare intensamente per poterne realizzare un film il più fedele possibile ai fatti realmente accaduti. Per poter rendere il prodotto più accettabile allo spettatore finale ha poi aggiunto qualche situazione marginale di fantasia.

## Distribuzione
Il film è stato distribuito nelle sale cinematografiche italiane nel mese di giugno del 1980.

### Data di uscita
Alcune date di uscita internazionali nel corso degli anni sono state:
- 20 settembre 1979 in Messico (Guyana, el crimen del siglo)[6]
- 25 gennaio 1980 negli Stati Uniti d'America (Guyana: Cult of the Damned)[7]
- 7 giugno 1980 in Italia[8]

### Titoli in altre lingue
- Guyana: Crime of the Century in Spagna e Messico (titolo originale)
- Guayana - Kult der Verdammten in Germania Ovest
- Trip in die Hölle in Germania Ovest
- Guayana, el crimen del siglo in Spagna
- Guyana - La secte de l'enfer in Francia
- La secte de l'enfer in Francia (VHS)
- Guyana, el crimen del siglo in Messico (versione doppiata)
- Guyana: Cult of the Damned negli USA
- Guyana: I megali sfagi tou aiona in Grecia (translitterato in ISO-LATIN-1 title)
- Guyanan joukkomurha in Finlandia
- Massemord i Guyana in Danimarca
- 映画 ガイアナ人民寺院の悲劇 in Giappone
- Гвиана: Преступление века in Russia

## Curiosità
Questo è il primo film, in ordine di tempo, ispirato alla tragica vicenda del 18 novembre 1978 della Guyana.